# Perischoechinoidea
|  | Dieser Artikel wurde aufgrund von formalen oder inhaltlichen Mängeln in der Qualitätssicherung Biologie zur Verbesserung eingetragen. Dies geschieht, um die Qualität der Biologie-Artikel auf ein akzeptables Niveau zu bringen. Bitte hilf mit, diesen Artikel zu verbessern! Artikel, die nicht signifikant verbessert werden, können gegebenenfalls gelöscht werden. Lies dazu auch die näheren Informationen in den Mindestanforderungen an Biologie-Artikel. |

Die Unterklasse Perischoechinoidea umfasst hauptsächlich primitive und heute ausgestorbene Seeigel. Das Außenskelett besteht aus vielen teilweise unregelmäßigen Plattenreihen.
Alle heute lebenden Arten gehören zu der Ordnung Cidaroida, die in die beiden Familien Lanzenseeigel (Cidaridae) und Psychocidaridae unterteilt ist.
Ausgestorbene Taxa sind z. B. Aulechinus und Bothriocidaris aus dem Ordovizium vor 450 Millionen Jahren, die ältesten bekannten Seeigel. Archaeocidaris lebte vom Karbon bis zum Perm, Plegiocidaris im Jura und Hemicidaris vom Jura bis zur Kreide.
Die Unterklasse Perischoechinoidea wird heutzutage als paraphyletische Gruppe angesehen und daher in moderneren Klassifikationen nicht mehr verwendet. Folgende fossile Familien werden ihr zugeordnet:
- Archaeocidaridae McCoy, 1844 †
  - Gattung Aulechinus Bather & Spencer, 1934 †
  - Gattung Bromidechinus Smith & Savill, 2001 †
- Cravenechinidae Hawkins, 1946 †
- Echinocystitidae Gregory, 1897 †
- Eothuriidae MacBride & Spencer, 1938 †
- Lenticidaridae Smith, 1994 †
- Lepidesthidae Jackson, 1896 †
- Lepidocentridae Lovén, 1874 †
  - Gattung Lepidocentrotus †
- Palaechinidae McCoy, 1849 †
- Proterocidaridae Smith, 1984 †